# Pleoticus steindachneri
Pleoticus steindachneri är en kräftdjursart som först beskrevs av Heinrich Balss 1914.  Pleoticus steindachneri ingår i släktet Pleoticus och familjen Solenoceridae. Inga underarter finns listade i Catalogue of Life.